# ATP de Amsterdã
O ATP de Amsterdã – ou Energis Open – foi um extinto torneio de tênis masculino, na categoria ATP International Series, que aconteceu entre 1995 e 2001 em Amsterdã, nos Países Baixos.

## Finais

### Simples
| Ano  | Campeão           | Vice-campeão      | Resultado                |
| ---- | ----------------- | ----------------- | ------------------------ |
| 2001 | Àlex Corretja     | Younes El Aynaoui | 6–3, 5–7, 7–60, 3–6, 6–4 |
| 2000 | Magnus Gustafsson | Raemon Sluiter    | 46–7, 6–3, 7–65, 6–1     |
| 1999 | Younes El Aynaoui | Mariano Zabaleta  | 6–0, 6–3                 |
| 1998 | Magnus Norman     | Richard Fromberg  | 6–3, 6–3, 2–6, 6–4       |
| 1997 | Sláva Doseděl     | Carlos Moyà       | 7–64, 7–65, 46–7, 6–2    |
| 1996 | Francisco Clavet  | Younes El Aynaoui | 7–5, 6–1, 6–1            |
| 1995 | Marcelo Ríos      | Jan Siemerink     | 6–4, 7–5, 6–4            |

### Duplas
| Ano  | Campeões                         | Vice-campeões                       | Resultado     |
| ---- | -------------------------------- | ----------------------------------- | ------------- |
| 2001 | Paul Haarhuis Sjeng Schalken     | Àlex Corretja Luis Lobo             | 6–4, 6–2      |
| 2000 | Sergio Roitman Andres Schneiter  | Edwin Kempes Dennis van Scheppingen | 4–6, 6–4, 6–1 |
| 1999 | Paul Haarhuis Sjeng Schalken     | Devin Bowen Eyal Ran                | 6–3, 6–2      |
| 1998 | Jacco Eltingh Paul Haarhuis      | Dominik Hrbatý Karol Kučera         | 6–3, 6–2      |
| 1997 | Paul Kilderry Nicolás Lapentti   | Andrew Kratzmann Libor Pimek        | 3–6, 7–5, 7–6 |
| 1996 | Donald Johnson Francisco Montana | Rikard Bergh Jack Waite             | 6–4, 3–6, 6–2 |
| 1995 | Marcelo Ríos Sjeng Schalken      | Wayne Arthurs Neil Broad            | 7–6, 6–2      |